# Cenotáfio de Ânia Regila

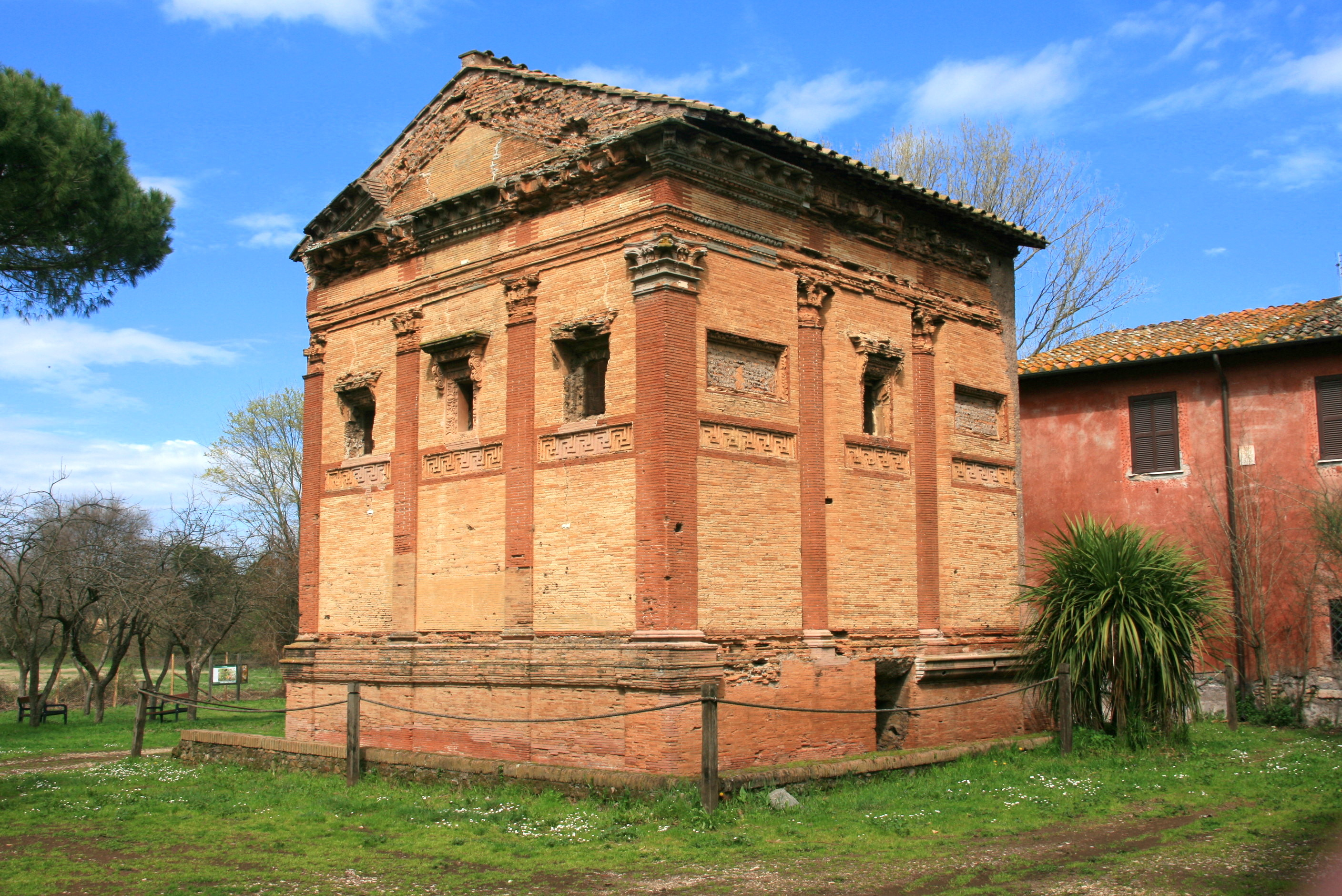
Vista do cenotáfio.

Cenotáfio de Ânia Regila (em latim: Annia Regilla), incorretamente chamado também de Tumba de Ânia Regila, é um monumento sepulcral (cenotáfio) romano localizado na terceira milha da Via Ápia Antiga, no quartiere Appio-Latino de Roma. É conhecido ainda como Templo de Redículo.

## História
Ápia Ânia Regila era uma nobre romana que possuía na região uma grande villa e que foi morta na Grécia em 160 pelo seu marido Herodes Ático (ou por ordem dele). Ele depois transformou a villa num cemitério e mandou erigir no local um cenotáfio em homenagem à sua mulher. O monumento, que remonta à segunda metade do século II e foi completamente construído em tijolos, é bem conservado e é de grande interesse arquitetônico, tanto pela qualidade artística da decoração em terracota, seja pelas informações que revela sobre a evolução deste tipo de monumento na história romana.

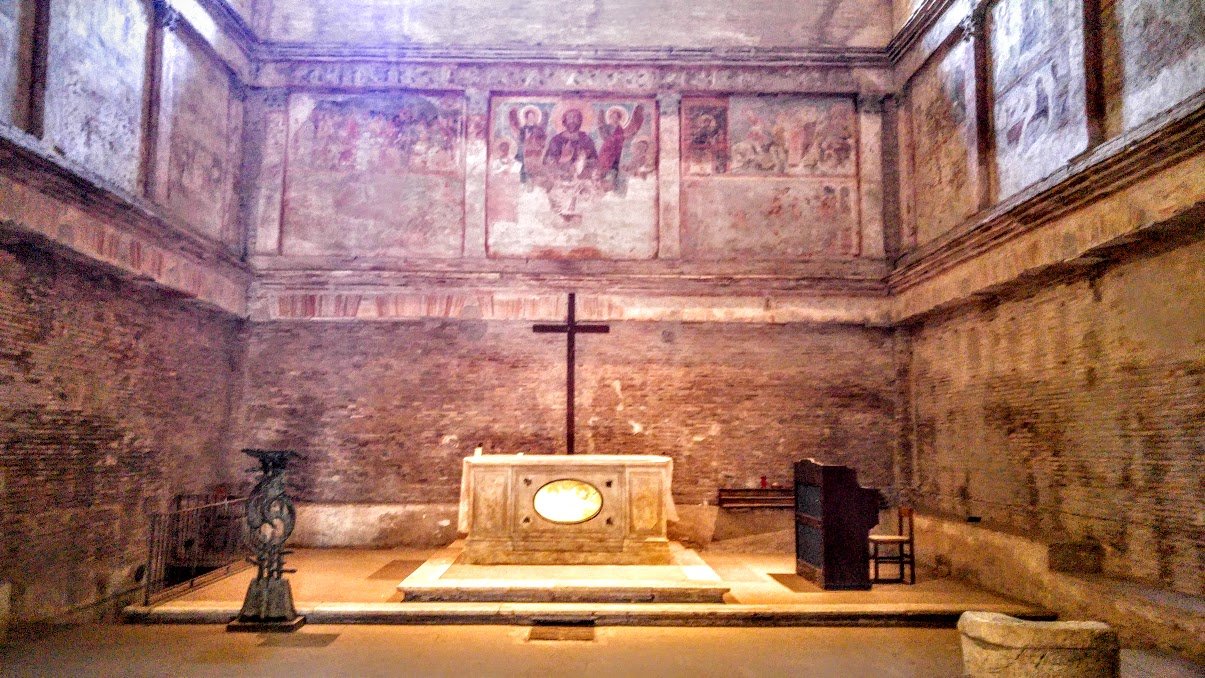
Vista do interior.

O edifício, admirado pelos arquitetos renascentistas, entre os quais Antonio da Sangallo, o Jovem, e Baldassarre Peruzzi, e retratado por Piranesi e Pietro Labruzzi, foi utilizado como galpão por séculos, o que por um lado comprometeu alguns de seus elementos decorativos originais, mas por outro permitiu que ele sobrevivesse graças às manutenções contínuas realizadas na estrutura.
Ele foi chamado também de "Templo do Deus Redículo" entre os séculos XVII e XVIII, quando foi identificado, com base numa interpretação de Plínio, como sendo templo dedicado ao deus dos que retornavam a Roma depois de terem passado um longo tempo distantes, chamado Redículo (em latim: Rediculi).

## Descrição
O edifício (8,16 x 8,57 metros) é constituído por um pequeno templo (em grego:  naiskos) com dois pisos, um pódio elevado e um teto inclinado duplo sustentado por uma abóbada em cruzaria assentada em pilares nos cantos. Esta configuração se tornou popular depois do século I, com a cela sepulcral no alto de um pódio em um pequeno templo prostilo (no caso de Ânia Regila, as colunas se perderam ao longo dos séculos).

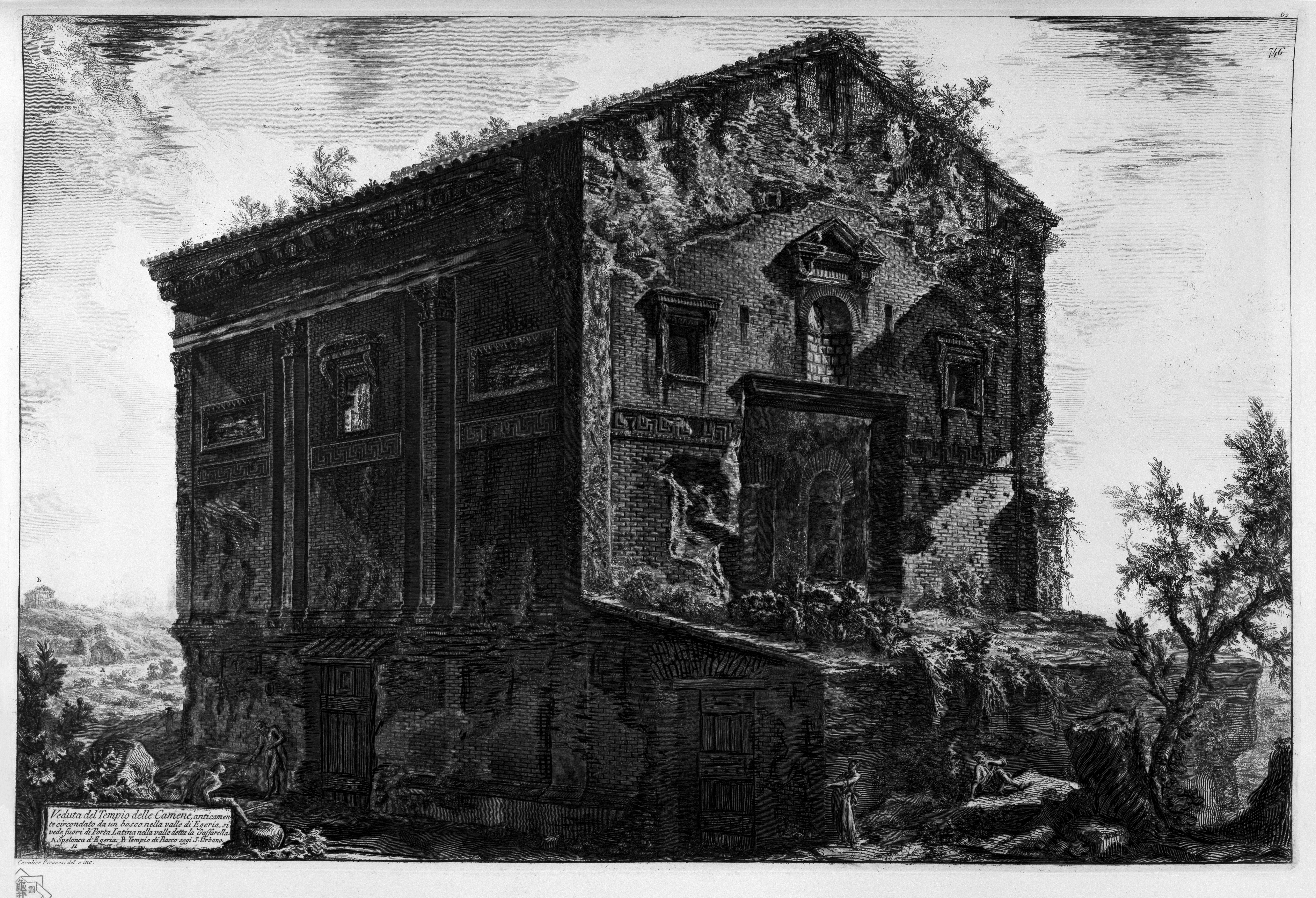
Gravura de Piranesi (1748-1774).

O exterior era enriquecido pelas duas cores do trabalho em tijolos, amarelo para as paredes e vermelho para os elementos arquitetônicos (lesenas, arquitraves, frontões etc.). As lesenas tem capitéis coríntios, com as paredes entre elas decoradas por um friso de meandros que corre a meia altura e sobre o qual estão pequenas janelas. A parede sul é a mais decorada, seja por que ficava de frente para a via que ligava a Via Ápia à Via Latina, seja porque as lesenas ali foram substituídas por semi-colunas poligonais embutidas na parede; no centro se abre a porta da cela superior, emoldurada por colunas e com um entablamento ricamente decorado.
O interior está repleto de nichos que provavelmente abrigavam as muitas sepulturas. O pavimento que separava os dois pisos desmoronou; no piso superior, onde provavelmente se realizavam os ritos fúnebres, havia janelas, ao contrário do piso térreo. A Sedia del Diavolo, na quarta milha da Via Ápia, era uma estrutura similar.